# Bárboles
Bárboles – gmina w Hiszpanii, w prowincji Saragossa, w Aragonii, o powierzchni 15,68 km². W 2011 roku gmina liczyła 327 mieszkańców.